# Konstantin Reymaier

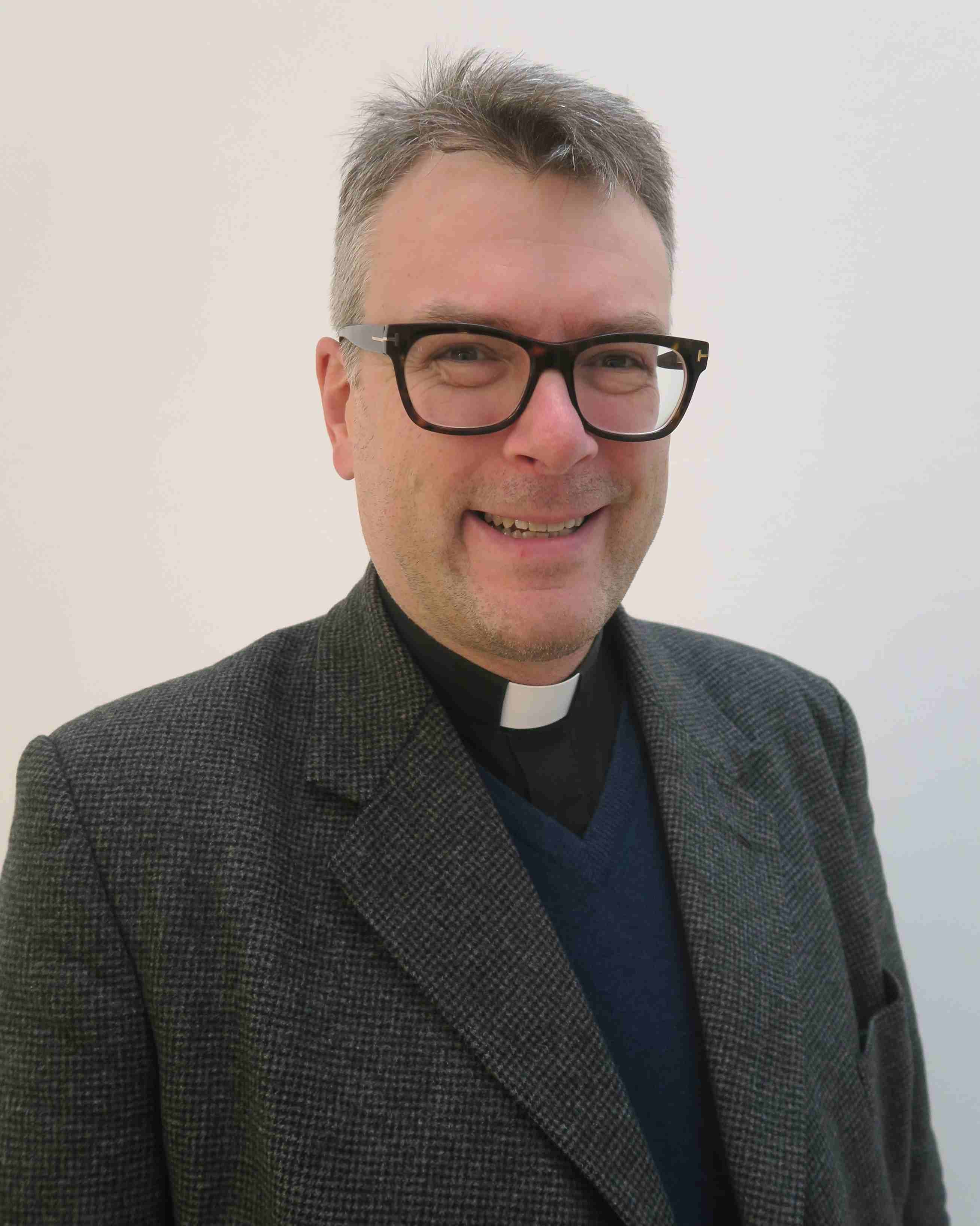
Konstantin Reymaier, 2018

Erich Konstantin Reymaier (* 8. Mai 1967) ist ein österreichischer Komponist, Organist und römisch-katholischer Priester.

## Leben
Reymaier absolvierte ein Musikstudium an der Universität für Musik und darstellende Kunst Wien, insbesondere studierte er Orgel zunächst bei Rudolf Scholz und Alfred Mitterhofer. Außerdem schloss er ein Studium der Theologie an der Universität Wien ab. 1992 erlangte er ein Konzertdiplom im Fach Orgel mit einstimmiger Auszeichnung. 1991 war Reymaier Preisträger beim Internationalen Kompositionswettbewerb im Rahmen des Festivals Europäische Kirchenmusik in Schwäbisch Gmünd. Konzertreisen führten ihn durch Europa, Nordamerika und in den Nahen Osten.
Von 1997 bis 2001 war Reymaier als Musikdirektor am Mansfield College der Oxford University tätig und lehrte an der Cambridge University. Anschließend war er bis 2005 Universitätsprofessor für Orgel und Improvisation an der Kunstuniversität Graz, bevor er in das Wiener Priesterseminar eintrat. Seine Priesterweihe erfolgte 2009.
Von 2010 bis 2022 leitete er das Referat für Kirchenmusik der Erzdiözese Wien. In dieser Zeit begleitete er zahlreiche Orgelprojekte (Restaurierungen und Neubau). Sein größtes Projekt war der Bau der neuen Domorgel im Stephansdom, die 2020 fertiggestellt wurde.
Gemeinsam mit Ernst Wally ist er seit 2016 Domorganist zu St. Stephan in Wien. Seine Konzerttätigkeit führte ihn in viele Länder Europas, in die USA und den Nahen Osten. CD-Aufnahmen mit Priory Records und der Deutschen Grammophon dokumentieren sein künstlerisches Schaffen.

## Publikationen (Auswahl)
Kompositionen
- Wir glauben an den einen Gott. Orgelbegleitsatz. Carus, Stuttgart 2013.
- Herr, wir glauben, Herr, wir bekennen. Orgelbegleitsatz. Carus, Stuttgart 2013.

Tonträger
- César Franck: Trois Pièces, Trois Chorals. Deutsche Grammophon 2022.
- The New Organ. Die Riesenorgel im Wiener Stephansdom. Deutsche Grammophon 2020.
- Orgeln in Wien: Domkirche St. Stephan. Edition Lade 063, 2019.
- Stephansdom Sagen. Hörbuch CD mit Musik von Konstantin Reymaier. Tyrolia 2018.
- Orgeln in Wien: Malteserkirche Hl. Johannes der Täufer. Edition Lade 062, 2017.
- Great European Organs, No. 55: St Jacobi Hamburg. Priory Records, 1999.
- Psalmen 113 in Musica sacra nova. Uraufführungen der europäischen Kirchenmusik Schwäbisch Gmünd. Bauer-Studios, Ludwigsburg 1993.